# Théodore Kastamonitis
Théodore Kastamonitis (en grec moderne : Θεόδωρος Κασταμονίτης) est un aristocrate byzantin et un très puissant premier ministre pendant la majeure partie du premier règne de son neveu, l'empereur Isaac II.

## Biographie
La famille Kastamonitis est probablement originaire de Kastamon en Paphlagonie et émerge à la fin du XIe siècle comme l'un des clans aristocratiques de l'Empire byzantin, ses membres occupant divers postes civils et militaires sous les empereurs comnéniens. Théodore est le frère d'Euphrosyne Kastamonitissa, épouse d'Andronikos Doukas Angelos et mère des empereurs Isaac II Angelos (r. 1185-1195) et Alexios III Angelos (r. 1195-1203),.
Lorsque Isaac II monte sur le trône, il ne peut pas compter sur le soutien des familles nobles ambitieuses et se tourne vers la bureaucratie pour obtenir du soutien. Immédiatement après son avènement, Isaac II nomme son oncle responsable de l'administration financière.
Souffrant de goutte et devant être transporté dans une litière, selon son contemporain Nicétas Choniates, Kastamonites est un fonctionnaire compétent, en particulier en matière fiscale (les marchands pisan et génois en particulier se plaignent qu'il exige toujours l'intégralité des droits de douane) et un orateur éloquent,. En conséquence, Isaac le promeut bientôt à la fonction de grand logothète (logothetes ton sekreton ; équivalent à un premier ministre à l'époque moderne), le chargeant de superviser tous les départements civils. En effet, Théodore devient le souverain de facto de l'empire, car il s'occupe de toutes les affaires du gouvernement, et son neveu accède toujours à ses demandes. Les fonctionnaires et les nobles doivent se tenir en sa présence et lui faire preuve de déférence. Sa position est si élevée qu'Isaac lui permet d'utiliser des attributs impériaux, tels que la cape militaire violette et un couvre-selle violet, ou la signature avec l'encre violette normalement réservée à l'empereur,. Il est le premier fonctionnaire à être appelé megas logothetes ("Grand Logothete"), dans un chrysobulle accordé aux Génois par Isaac II en 1192, un titre qui a bientôt remplacé celui de logothetes ton sekreton.
Néanmoins, le 15 août 1193, lors de la procession de la Dormition de la Mère de Dieu, Théodore Kastamonitis est salué par la foule comme seigneur et empereur ; en entendant cela, il est frappé d'apoplexie, et bien qu'il se soit brièvement rétabli, il meurt quelques jours plus tard,. Il est remplacé comme ministre en chef de l'Empire par Constantine Mésopotamitis,.